# Songwol-dong, Naju
Songwol-dong (koreanska: 송월동)  är en stadsdel i staden Naju i provinsen Södra Jeolla i den sydvästra delen av Sydkorea, 285 km söder om huvudstaden Seoul. Stadsdelen utgör Najus centrum med stadshus och järnvägsstation.